# Petter Strand
Petter Strand (Morvik, 1994. augusztus 24. –) norvég korosztályos válogatott labdarúgó, a Vålerenga középpályása.

## Pályafutása

### Klubcsapatokban
Strand a norvégiai Morvikban született. 
2013-ban mutatkozott be a Fyllingsdalen harmadosztályban szereplő felnőtt csapatában. A 2014-es szezon kezdete előtt az első osztályú Sogndalhoz igazolt, ahol gyorsan a kezdőcsapat tagja lett. Először a 2014. március 3-ai, Stabæk elleni mérkőzésen lépett pályára. Első gólját 2014. május 20-án, a Brann ellen 2–1-re megnyert találkozón szerezte. 2016 januárjában a Molde szerződtette le. Március 20-án a Stabæk elleni mérkőzés 86. percében Fredrik Aursnest váltva debütált a klub színeiben. 2019-ben átigazolt a Brannhoz.
2022. január 11-én négy éves szerződést kötött a Vålerenga együttesével.

### A válogatottban
2014 és 2016 között a norvég U21-es válogatottban szerepelt. Először a 2014. október 9-ei, Írország ellen 4–1-re megnyert barátságos mérkőzés 46. percében Kasper Skaanes cseréjeként debütált és egyben megszerezte első válogatott gólját is.

## Statisztikák
2022. október 1. szerint
| Klub          | Szezon   | Osztály     | Bajnokság | Bajnokság | Kupa  | Kupa | Nemzetközi | Nemzetközi | Összesen | Összesen |
| Klub          | Szezon   | Osztály     | Meccs     | Gól       | Meccs | Gól  | Meccs      | Gól        | Meccs    | Gól      |
| ------------- | -------- | ----------- | --------- | --------- | ----- | ---- | ---------- | ---------- | -------- | -------- |
| Fyllingsdalen | 2013     | 2. divisjon | 5         | 1         | 0     | 0    | 0          | 0          | 5        | 1        |
| Sogndal       | 2014     | Tippeligaen | 29        | 1         | 0     | 0    | 0          | 0          | 29       | 1        |
| Sogndal       | 2015     | OBOS-ligaen | 26        | 3         | 0     | 0    | 0          | 0          | 26       | 3        |
| Sogndal       | Összesen | Összesen    | 55        | 4         | 0     | 0    | 0          | 0          | 55       | 4        |
| Molde         | 2016     | Tippeligaen | 28        | 4         | 1     | 1    | 1          | 0          | 30       | 5        |
| Molde         | 2017     | Eliteserien | 21        | 2         | 3     | 0    | 0          | 0          | 24       | 2        |
| Molde         | 2018     | Eliteserien | 26        | 1         | 1     | 0    | 7          | 1          | 34       | 2        |
| Molde         | Összesen | Összesen    | 75        | 7         | 5     | 1    | 8          | 1          | 88       | 9        |
| Brann         | 2019     | Eliteserien | 21        | 2         | 3     | 1    | 2          | 0          | 26       | 3        |
| Brann         | 2020     | Eliteserien | 30        | 5         | 0     | 0    | 0          | 0          | 30       | 5        |
| Brann         | 2021     | Eliteserien | 28        | 1         | 0     | 0    | 0          | 0          | 28       | 1        |
| Brann         | Összesen | Összesen    | 79        | 8         | 3     | 1    | 2          | 0          | 84       | 9        |
| Vålerenga     | 2022     | Eliteserien | 23        | 0         | 1     | 0    | 0          | 0          | 24       | 0        |
| Összesen      | Összesen | Összesen    | 237       | 20        | 9     | 2    | 10         | 1          | 256      | 23       |

## Fordítás
Ez a szócikk részben vagy egészben  a   Petter Strand című angol Wikipédia-szócikk fordításán alapul.  Az eredeti cikk szerkesztőit annak laptörténete sorolja fel. Ez a jelzés csupán a megfogalmazás eredetét és a szerzői jogokat jelzi, nem szolgál a cikkben szereplő információk forrásmegjelöléseként.